# マツダ・CX-80
MAZDA CX-80（マツダ シーエックス エイティ）は、マツダが2024年から製造・販売する、大型・高級クロスオーバーSUVである。

## 概要
CX-60・CX-70・CX-90に続くマツダのラージ商品群第4弾（最終モデル）として位置づけられる3列シートミッドサイズ・クロスオーバーSUVで、2024年4月18日に欧州で初公開された。日本国内においては、2023年に販売を終了したCX-8の後継車種と位置づけられているが、国内専用車種だったCX-8と異なり、グローバル展開される車種となっている。ただし、日本向けには北米仕様よりややサイズダウンさせてある。
2022年に市場投入されたCX-60と同じパワートレイン、変速機、サスペンションアームを使用する兄弟車であり、実質的にはCX-60の3列シート版である。運転席後端から前側のデザインは前席のインテリアを含めてほぼCX-60と同一で、営業部門からの「CX-80とわかるアイコンがほしい」とのリクエストによりフロントグリル隅に3本のラインを入れている。ヘッドライトやフロントバンパーもCX-60と同じ部品を使用している。
当初は2023年秋のデビューが予定されていたが、CX-60がFRレイアウトでステアリングフィールを重視した結果、高級車としては「乗り心地が荒い」「エンジン音がうるさい」という評価を受け、特に乗り心地に関して物議を醸したことで、CX-60の評価に対するフィードバックを加えた結果、発売が予定より約1年遅れた。CX-60で問題視された乗り心地に関しては、ダンパーの製造元を変更してバネ定数を下げ、ダンパーの減衰力を上げた上でリアスタビライザーを省略する対応をしている。遮音性も改善され、CX-60比でキャビンへのエンジンノイズの侵入を低減している。
日本カー・オブ・ザ・イヤー2024-2025ではホンダ・フリードに次ぐ2位に選出された。

### 評価
CX-80は、自動車アセスメントにおいて高い安全性能が評価されている。だが、パワートレインに関しては、3.3L直列6気筒ディーゼルエンジンについて、イギリスの自動車雑誌「AUTOCAR」の編集部は、BMWの6気筒ディーゼルエンジンほどの上質さはないが、燃費が良くトルクが豊かだと高く評価している。モータージャーナリストの太田哲也も「エコとパワーの両立」を評価している。一方、PHEVに搭載される2.5L 4気筒ガソリンエンジンについては、AUTOCAR編集部はエンジンの振動がやや目立ち、エンジンノイズも静かといえる領域に達しておらず、加えてPHEVではEV走行できる距離が実際には48km程度で走行中も不快な駆動用モーターの唸り音が車内に響き「洗練度が高いとはいえなさそう」とした上で、システム的には十分にパワフルであると評し、モータージャーナリストの山田弘樹は「個性は薄いが、その加速力に見劣りはない」とパワートレインそのものは一定の評価をしている。
室内空間に関しては、AUTOCAR編集部は、2列目はCX-60より広くなったが3列目への乗り降りはヒュンダイ・サンタフェなどと比較して困難さがあると評し、最上級グレードの内装は凝った素材が使用され質感は高いが、エクスクルーシブ以下のグレードの内装はプラスチックが多用され、内装の統一感が損なわれていると指摘した。
CX-60で物議を醸した乗り心地に関しては、AUTOCAR編集部は改良によって操縦性がCX-60より穏やかになっているとしながらも、傷んだ路面ではフワフワと若干落ち着きに欠ける印象が伴うと評した。山田弘樹は乗り心地に関して改善が必要と述べ、具体的にはダンパーがサスペンションの動きを抑え切れておらず高速巡航時の路面のうねりに起因する上下動が収束せず、試乗時に普通に運転しながら2列目に乗車したスタッフ共々車酔いを起こしたことを指摘している。自動車ライターの佐野弘宗は「パワートレインに多少のショックを感じさせつつも、カーマニアには、それ以上に変速の切れ味が心地よいと印象づける」と評し、自動車ライターの工藤貴宏は「乗り心地自慢のSUVにはまだ届いていない」としつつ「それ（乗り心地）もキャラクターだと考えれば十分に納得できる」と評している。
AUTOCAR編集部は、欧州市場でのライバルがヒュンダイ・サンタフェやプジョー・5008と想定し、上級グレードのインテリアと室内、燃費に優れた3.3Lディーゼルが強みになる一方で、落ち着きに欠ける乗り心地と競争力のないPHEVの性能がネックになるだろうと評した。

### 年表
2024年（令和6年）4月18日
欧州にて世界初公開。欧州向けには5月に予約受注を開始し、同年秋の発売を予定していると発表
2024年（令和6年）8月22日
日本仕様を初公開し、同年初秋に発売予定であることを発表。
2024年（令和6年）10月10日
日本市場向けに販売開始。
パワートレーンは、2.5L直列4気筒ガソリンエンジンと大型モーターを組み合わせたプラグインハイブリッド「e-SKYACTIV PHEV」、3.3L直列6気筒ディーゼルエンジンとモーターを組み合わせた48Vマイルドハイブリッド「e-SKYACTIV D3.3」、3.3L直列6気筒ディーゼルエンジンのみで駆動する「SKYACTIV D3.3」の3種類を用意。
グレード体系はエンジンごとに異なり、ディーゼル仕様が「XD」「XD S Package」「XD L Package」「XD Exclusive Mode」の4グレード、ディーゼルハイブリッド仕様が「XD-HYBRID Exclusive Sports」「XD-HYBRID Exclusive Modern」「XD-HYBRID Premium Sports」「XD-HYBRID Premium Modern」の4グレード、ガソリンPHEV仕様が「PHEV L Package」「PHEV Premium Sports」「PHEV Premium Modern」の3グレードで展開される。
座席は全車種3列シートだが、2列目がベンチシートと左右独立シートの違いにより定員が6人乗りと7人乗りに分かれる（「XD」「XD S Package」は7人乗りのみ、「XD Exclusive Mode」「XD-HYBRID Exclusive Sports」は6人乗りと7人乗りが選択可能）。
2024年（令和6年）12月14日
メルティングカッパーメタリック（ext）／ブラック（int）の組み合わせがオートカラーアウォード2024でグランプリを受賞。マツダ車のグランプリ受賞は通算4回目で、2019年のCX-30・MAZDA 3 FastbackのW受賞以来となる。